# Jordan King

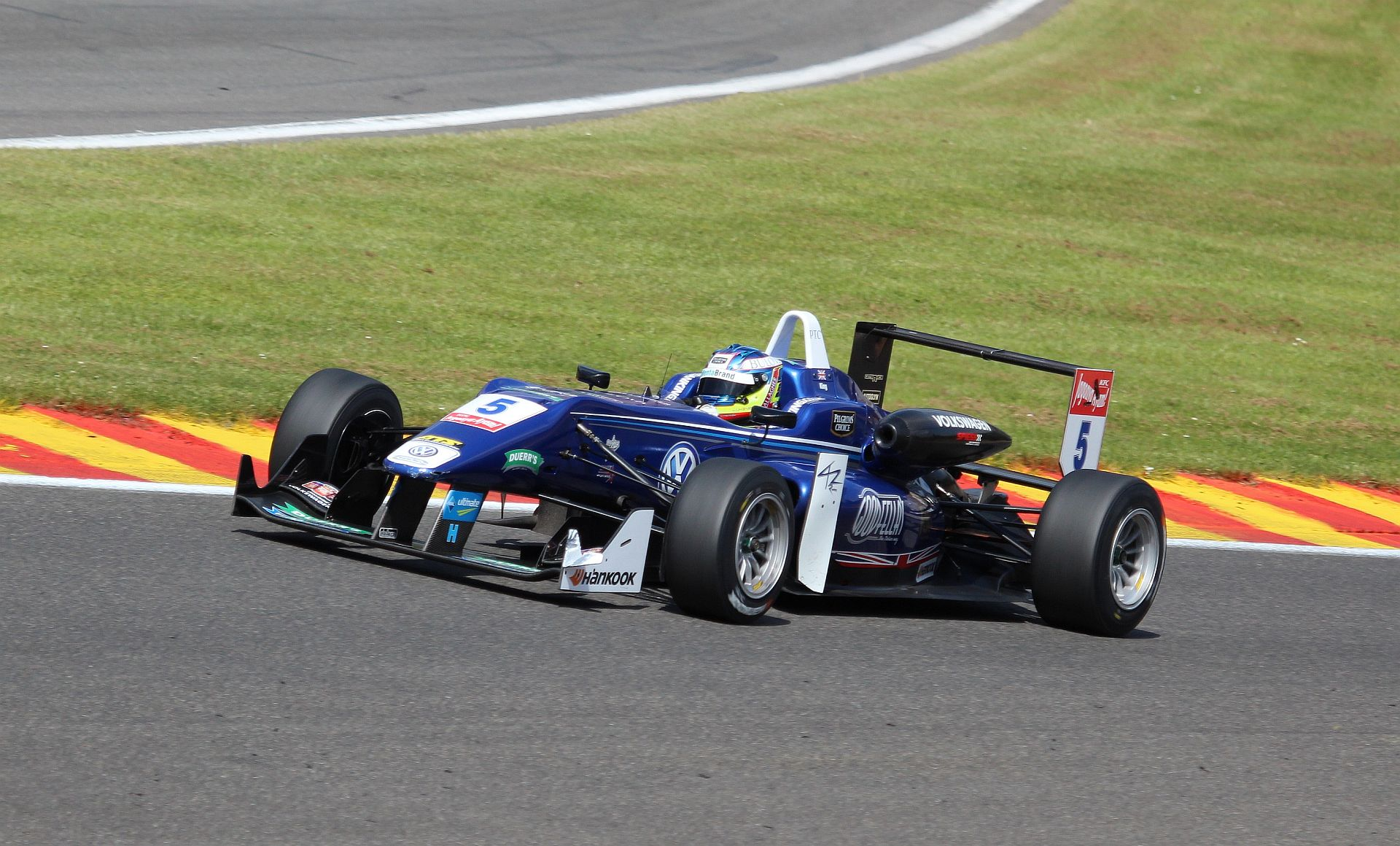
Jordan King w 2014 roku na torze Circuit de Spa-Francorchamps podczas zawodów Europejskiej Formuły 3

Jordan King (ur. 26 lutego 1994 w Warwick) – brytyjski kierowca wyścigowy.

## Życiorys

### Formuła Audi Palmer
Jordan karierę rozpoczął w 2005 roku, od startów w kartingu. W 2010 roku zadebiutował w serii wyścigów samochodów jednomiejscowych – Formule Palmer Audi. King wystartował w ostatniej czterowyścigowej rundzie sezonu, na brytyjskim torze Silverstone. Zawodnik do pierwszego wyścigu startował z pole position, jednak nie udało mu się ukończyć. Z pozostałych trzech startów tylko w jednym udało mu się dojechać do mety, jednak zmagania zakończył na drugiej pozycji. Zdobyte punkty sklasyfikowały go na 23. miejscu.

### Formuła Renault
Pod koniec sezonu Jordan zaangażował się w zimową edycję Brytyjskiej Formuły Renault. Wystąpiwszy w sześciu wyścigach, Brytyjczyk pięciokrotnie zapunktował. Najlepszy wynik osiągnął na torze w Pembrey, gdzie podczas jednego ze startów dojechał na szóstej lokacie. Dzięki uzyskanym punktom King rywalizację ukończył na 15. miejscu.
W sezonie 2011 Jordan brał udział w głównym cyklu Brytyjskiej Formuły Renault. Brytyjczyk najlepsze wyniki odnotował na torze w Croft oraz Snetterton. Na pierwszym z nich jedyny raz stanął na podium, plasując się na drugiej lokacie. Dwa tygodnie później sięgnął z kolei po pierwsze pole startowe, a w wyścigu wykręcił najlepszy czas okrążenia (nie dojechał jednak do mety). Ostatecznie zmagania zakończył na 8. pozycji.

### Formuła 2 i Formuła 1600
Oprócz regularnych startów, King zaliczył również sześć wyścigów w Formule 2 oraz w Hinduskiej Formule 1600, natomiast pod koniec sezonu wystartował w czterech eliminacjach Formuły Renault NEC 2.0. W F2 Brytyjczyk czterokrotnie sięgnął po punkty, najlepszy wynik osiągając w sobotnich zmaganiach na torze Nürburgring, gdzie zajął piąte miejsce. Cały sezon zakończył jako czternasty. Świetnie spisał się w Indiach, gdzie zwyciężył w trzech wyścigach. W północnoeuropejskim pucharze znakomicie zaprezentował się dopiero w ostatnich startach, kiedy to w pięciu ostatnich wyścigach, czterokrotnie mieścił się w czołowej trójce. Na włoskim torze Monza dodatkowo w pierwszym wyścigu startował z pole position. Zdobyte punkty uplasowały go na 10. miejscu.

### Formuła 3
Na sezon 2014 Brytyjczyk podpisał kontrakt z brytyjską ekipą Jagona Ayam with Carlin obsługiwaną przez zespół Carlin na starty w Europejskiej Formule 3. Wystartował łącznie w 32 wyścigach, w ciągu których siedmiokrotnie stawał na podium. Uzbierał łącznie 217 punktów. Wystarczyło to na siódme miejsce w końcowej klasyfikacji kierowców.

### Seria GP2
W roku 2015 King awansował do serii GP2, gdzie nawiązał współpracę z hiszpańską ekipą Racing Engineering. Już w pierwszym starcie, na torze Sakhir, Anglik dojechał tuż za podium, na czwartej lokacie. Jedyne w sezonie odnotował jednak dopiero w ósmej rundzie, na włoskim torze Autodromo Nazionale di Monza, gdzie w sprincie dojechał na drugiej lokacie. Jordan dziesięciokrotnie sięgał po punkty i w klasyfikacji generalnej zajął 12. miejsce z dorobkiem 60 punktów. Wyniki jak na debiutanta były przyzwoite, jednak jeżeli spojrzymy na postawę jego doświadczonego partnera zespołowego, Amerykanina Alexandra Rossiego (wicemistrz z dorobkiem 181,5 punktu), jego postawa mogła być jednak lepsza.
King przedłużył kontrakt z hiszpańskim teamem na sezon 2016. W drugim roku startów zanotował progres wyników. W trzecim starcie, na hiszpańskim torze Circuit de Catalunya, stanął na najniższym stopniu podium. Wykorzystał start z pole position do odniesienia zwycięstwa niedzielnej rywalizacji na austriackim Red Bull Ringu oraz angielskim Silverstone. Na węgierskim torze Hungaroring dojechał na drugiej lokacie. Jedyne podium w sobotnim wyścigu odnotował na belgijskim torze Spa-Francorchamps, gdzie po raz drugi zajął średni stopień podium. Przed finałem w Abu Zabi King zajmował piąte miejsce w klasyfikacji generalnej, jednak brak punktów skutkował zakończeniem sezonu na siódmej, będąc wyprzedzonym przez zespołowego partnera z Francji, Normana Nato oraz swojego rodaka, Alexa Lynna.

## Wyniki

### GP2
| Legenda oznaczeń w tabelach wyników Wyświetl szablon na nowej stronie | Legenda oznaczeń w tabelach wyników Wyświetl szablon na nowej stronie                                                                     |
| Oznaczenie                                                            | Wyjaśnienie |
| --------------------------------------------------------------------- | --- |
| Złoty                                                                 | Zwycięzca lub mistrzostwo |
| Srebrny                                                               | 2. miejsce lub wicemistrzostwo |
| Brązowy                                                               | 3. miejsce lub II wicemistrzostwo |
| Zielony                                                               | Ukończył, punktował (w klasyfikacji generalnej, gdy zdobył co najmniej jeden punkt na przestrzeni sezonu, poza trzema powyższymi opcjami) |
| Niebieski                                                             | Ukończył, nie punktował (w klasyfikacji generalnej, gdy nie zdobył co najmniej jednego punktu na przestrzeni sezonu)                      |
| Czerwony                                                              | Nie zakwalifikował się (NZ) |
| Czerwony                                                              | Nie prekwalifikował się (NPK) |
| Różowy                                                                | Nie ukończył (NU) |
| Różowy                                                                | Niesklasyfikowany (NS) (w klasyfikacji generalnej, gdy nie został sklasyfikowany w żadnym wyścigu sezonu)                                 |
| Czarny                                                                | Zdyskwalifikowany (DK) |
| Czarny                                                                | Wykluczony (WYK/EX) |
| Biały                                                                 | Nie wystartował (NW) |
| Biały                                                                 | Kontuzjowany (K/INJ) |
| Biały                                                                 | Wyścig odwołany (OD/C) |
| Bez koloru                                                            | Został wycofany (WYC/WD) |
| Bez koloru                                                            | Nie przybył (NP/DNA) |
| Bez koloru                                                            | Nie brał udziału w treningach (NT/DNP) |
| Bez koloru                                                            | Nie został zgłoszony (–) |
| Pogrubienie                                                           | Start z pole position |
| Kursywa                                                               | Najszybsze okrążenie wyścigu |
| †                                                                     | Nie ukończył, ale jego rezultat został zaliczony ze względu na przejechanie więcej niż 90% dystansu wyścigu.                              |
| *                                                                     | Sezon w trakcie |
| 1/2/3                                                                 | Punktowana pozycja w sprincie kwalifikacyjnym                                                                                             |
| Lista systemów punktacji Formuły 1                                    | |

| Rok  | Zespół             | Wyniki w poszczególnych eliminacjach | Wyniki w poszczególnych eliminacjach | Wyniki w poszczególnych eliminacjach | Wyniki w poszczególnych eliminacjach | Wyniki w poszczególnych eliminacjach | Wyniki w poszczególnych eliminacjach | Wyniki w poszczególnych eliminacjach | Wyniki w poszczególnych eliminacjach | Wyniki w poszczególnych eliminacjach | Wyniki w poszczególnych eliminacjach | Wyniki w poszczególnych eliminacjach | Wyniki w poszczególnych eliminacjach | Wyniki w poszczególnych eliminacjach | Wyniki w poszczególnych eliminacjach | Wyniki w poszczególnych eliminacjach | Wyniki w poszczególnych eliminacjach | Wyniki w poszczególnych eliminacjach | Wyniki w poszczególnych eliminacjach | Wyniki w poszczególnych eliminacjach | Wyniki w poszczególnych eliminacjach | Wyniki w poszczególnych eliminacjach | Wyniki w poszczególnych eliminacjach | Punkty | Pozycja |
| ---- | ------------------ | ------------------------------------ | ------------------------------------ | ------------------------------------ | ------------------------------------ | ------------------------------------ | ------------------------------------ | ------------------------------------ | ------------------------------------ | ------------------------------------ | ------------------------------------ | ------------------------------------ | ------------------------------------ | ------------------------------------ | ------------------------------------ | ------------------------------------ | ------------------------------------ | ------------------------------------ | ------------------------------------ | ------------------------------------ | ------------------------------------ | ------------------------------------ | ------------------------------------ | ------ | ------- |
| 2015 | Racing Engineering | BHR                                  | BHR                                  | ESP                                  | ESP                                  | MON                                  | MON                                  | AUT                                  | AUT                                  | GBR                                  | GBR                                  | HUN                                  | HUN                                  | BEL                                  | BEL                                  | ITA                                  | ITA                                  | RUS                                  | RUS                                  | BHR                                  | BHR                                  | ARE                                  |                                      | 60     | 12      |
| 2015 | Racing Engineering | 4                                    | 9                                    | 14                                   | 11                                   | 9                                    | NU                                   | 12                                   | 7                                    | 22                                   | 10                                   | 6                                    | 12                                   | 8                                    | 2                                    | 8                                    | NU                                   | NU                                   | 15                                   | 9                                    | 6                                    | 6                                    |                                      | 60     | 12      |
| 2016 | Racing Engineering | ESP                                  | ESP                                  | MON                                  | MON                                  | AZE                                  | AZE                                  | AUT                                  | AUT                                  | GBR                                  | GBR                                  | HUN                                  | HUN                                  | GER                                  | GER                                  | BEL                                  | BEL                                  | ITA                                  | ITA                                  | MAL                                  | MAL                                  | ARE                                  | ARE                                  | 122    | 7       |
| 2016 | Racing Engineering | 7                                    | 3                                    | NU                                   | 16                                   | 12                                   | 4                                    | 8                                    | 1                                    | 8                                    | 1                                    | 8                                    | 2                                    | 15                                   | 11                                   | 2                                    | 7                                    | 7                                    | 4                                    | 5                                    | 14                                   | 13                                   | 10                                   | 122    | 7       |

### Podsumowanie
| Sezon | Seria                                         | Zespół              | Wyścigi | Zwycięstwa | PP | NO | Podium | Punkty | Pozycja |
| ----- | --------------------------------------------- | ------------------- | ------- | ---------- | -- | -- | ------ | ------ | ------- |
| 2010  | Formuła Palmer Audi                           | MotorSport Vision   | 4       | 0          | 1  | 0  | 1      | 20     | 23      |
| 2010  | Brytyjska Formuła Renault (zimowa edycja)     | Manor Competition   | 6       | 0          | 0  | 0  | 0      | 43     | 15      |
| 2011  | Brytyjska Formuła Renault                     | Manor Competition   | 20      | 0          | 1  | 1  | 1      | 265    | 8       |
| 2011  | MRF Formula 1600 India                        | Team Sidvin         | 6       | 3          | 1  | ?  | 4      |        |         |
| 2011  | Formuła 2                                     | MotorSport Vision   | 6       | 0          | 0  | 0  | 0      | 17     | 14      |
| 2011  | Północnoeuropejski Puchar Formuły Renault 2.0 | M Motorsport        | 10      | 0          | 0  | 0  | 4      | 148    | 10      |
| 2012  | Północnoeuropejski Puchar Formuły Renault 2.0 | Manor MP Motorsport | 20      | 1          | 0  | 2  | 9      | 316    | 2       |
| 2012  | Europejski Puchar Formuły Renault 2.0         | Manor MP Motorsport | 14      | 0          | 0  | 0  | 1      | 31     | 13      |
| 2012  | Toyota Racing Series                          | M2 Competition      | 14      | 1          | 1  | 1  | 4      | 591    | 5       |
| 2013  | Europejska F0rmuła 3                          | Carlin              | 30      | 0          | 0  | 1  | 2      | 176    | 6       |
| 2013  | Brytyjska Formuła 3                           | Carlin              | 12      | 4          | 3  | 1  | 8      | 176    | 1       |
| 2013  | Masters of Formula 3                          | Carlin              | 1       | 0          | 0  | 0  | 0      | N/A    | 5       |
| 2013  | Grand Prix Makau                              | Carlin              | 1       | 0          | 0  | 1  | 0      | N/A    | 5       |
| 2014  | Europejska Formuła 3                          | Carlin              | 32      | 0          | 0  | 0  | 7      | 217    | 7       |
| 2014  | Grand Prix Makau                              | GR Asia with Carlin | 1       | 0          | 0  | 0  | 0      | N/A    | NS      |
| 2015  | Seria GP2                                     | Racing Engineering  | 22      | 0          | 0  | 1  | 1      | 60     | 12      |
| 2016  | Seria GP2                                     | Racing Engineering  | 22      | 2          | 0  | 1  | 5      | 122    | 7       |